# Sorripas
Sorripas ist ein spanischer Ort in der Provinz Huesca der Autonomen Gemeinschaft Aragonien. Sorripas, im Pyrenäenvorland liegend, gehört zur Gemeinde Sabiñánigo. Der Ort hatte 37 Einwohner im Jahr 2015. 

## Geographie
Der Ort liegt etwa acht Straßenkilometer nördlich von Sabiñánigo an der A136.

## Geschichte
Der Ort wurde im Jahr 1036 erstmals urkundlich erwähnt.

## Sehenswürdigkeiten
- Romanische Pfarrkirche San Andrés aus dem 12. Jahrhundert[1]